# Tampa Bay Rays
Tampa Bay Rays je američki profesionalni bejzbolski klub sa sjedištem u St. Petersburgu, Floridi, koji se natječe u Major League Baseballu (MLB-u). Trenutno su članovi istočne divizije American Leaguea (AL-a). Stadion momčadi je Tropicana Field.
Nakon gotovo tri desetljeća neuspješno pokušavajući sastaviti novu momčad ili privući postojeću u područje Tampa Baya, skupina vlasnika pod vodstvom Vincea Naimolija je odobrena 9. ožujka 1995. Tampa Bay Devil Raysi su počeli igrati u sezoni 1998. MLB-a.
Prvo desetljeće igre, međutim, je obilježeno uzaludnim; završili su na zadnjem mjestu u istočnom American Leagueu u svakoj, osim sezone 2004., kada su završili na predzadnjem mjestu. Nakon sezone 2007., Stuart Sternberg, koji je kupio kontrolni udio momčadi od Vincea Naimolija dvije godine ranije, je izmijenio ime momčadi iz "Devil Rays" u "Rays," što se danas uglavnom odnosi na prasak sunčeve svjetlosti negoli na ražu Manta (en. Manta ray), iako je raža na logotipu ostala na rukavima dresova. U sezoni 2008., Tampa Bay Raysi su doživjeli svoju prvu pobjedonosnu sezonu, svoj prvi naslov istočne divizije AL-a te svoj prvi naslov ALCS-a gdje su porazili Boston Red Soxe, iako su izgubili od Philadelphia Philliesa na World Seriesu te godine. Od tada, Raysi su dosljedni kandidati, stjecajući posezonske Wild card naslove 2010., 2011. i 2013., premda nisu napredovali dalje od prve runde posezonske ALDS-a još od 2008. godine.
Glavni rivali Tampa Bay Raysa su Boston Red Soxi i New York Yankeesi. Što se toga tiče, bilo je nekoliko značajnih incidenata na igralištu. Raysi također imaju rivalstvo s momčadi National Leaguea, Miami Marlinsima (izvorno Florida Marlins), s kojima igraju u Citrus Seriesu.

## Uspjesi

### Prvaci AL-a
| 2008. |

### Prvaci Istočne divizije AL-a
| 2010. | 2008. |

## Umirovljeni brojevi
Tampa Bay Raysi imaju tri umirovljena broja. Ti brojevi su izloženi s lijeve strane semafora postavljenog na ogradi srednjeg vanjskog polja i "K brojača" na malom zidu.
| Broj | Ime igrača | Pozicija       | Umirovljen       |
| ---- | ---------- | -------------- | ---------------- |
|      | Wade Boggs | 3B             | 7. travnja 2000. |
|      | Don Zimmer | pomoćni trener | 6. travnja 2015. |

| Broj | Ime igrača      | Počašćen                       |
| ---- | --------------- | ------------------------------ |
|      | Jackie Robinson | Širom MLB-a, 15. travnja 1997. |

## Članovi Dvorane slavnih
| Tampa Bay Raysovi članovi Dvorane slavnih                    |  |  |            |  |  |  |
| Članstvo prema Dvorani slavnih i muzeju nacionalnog bejzbola |  |  |            |  |  |  |
| Tampa Bay Devil Rays                                         |  |  |            |  |  |  |
|                                                              |  |  | Wade Boggs |  |  |  |
|                                                              |  |  |            |  |  |  |

## Vanjske poveznice
- Službena stranica Tampa Bay Raysa  Arhivirana inačica izvorne stranice od 11. studenoga 2014. (Wayback Machine)
- Tampa Bay Timesova pokrivenost Tampa Bay Raysa  Arhivirana inačica izvorne stranice od 6. veljače 2012. (Wayback Machine)
- Tampa Tribuneova pokrivenost Tampa Bay Raysa  Arhivirana inačica izvorne stranice od 4. srpnja 2015. (Wayback Machine)
- Tampa Bay Baseball Market